# Fridrich Württemberský
Fridrich Württemberský (Fridrich Karel August; 21. února 1808, Schwäbisch Hall – 9. května 1870, Stuttgart) byl generál württemberské armády a otec posledního württemberského krále Viléma II. Byl členem württemberské královské rodiny a württemberský princ.

## Původ a rodina
Fridrich se narodil 21. února 1808 na zámku Comburg ve Württemberském království jako druhé dítě a nejstarší syn prince Pavla Württemberského a jeho manželky Šarloty Sasko-Hildburghausenské. Přes otce byl Fridrich vnukem prvního württemberského krále Fridricha I. a přes matku vévody Fridricha Sasko-Altenburského. Měl starší sestru Šarlotu, která se stala ruskou velkokněžnou Jelenou Pavlovnou, mladší sestru Pavlínu, nasavskou vévodkyni, a bratra Augusta.

## Vojenská kariéra
Fridrich započal svou vojenskou kariéru v patnácti letech ve Württembersku armádě v hodnosti rytmistra 2. třídy. V roce 1832 se stal plukovníkem pěchoty a v roce 1844 dosáhl hodnosti generálporučíka jezdectva. V roce 1865 ho král Karel I. Württemberský povýšil na generálního velitele jezdectva a württemberského federálního armádního sboru. V prusko-rakouské válce proti Prusku neměl Fridrich žádné polní velení, ale místo toho sloužil jako styčný důstojník v sídle rakouského polního zbrojmistra. Navzdory svým problémům s očima byl Fridrich uražen, když mu během války nebylo nabídnuto velení osmého armádního sboru.

## Politická kariéra
Díky svému postavení württemberského prince sloužil Fridrich jako člen württemberské komory (německy Württembergischen Kammer der Standesherren), kde se pravidelně účastnil legislativních zasedání. V roce 1865 král Karel Fridricha jmenoval soukromým radním Tajné rady. Během té doby Fridrich sídlil převážně na zámku v Ludwigsburgu u Stuttgartu a v loveckém zámečku Katharinenhof v Oppenweileru.

## Manželství a potomci
20. listopadu 1845 se sedmatřicetiletý Fridrich ve Stuttgartu oženil se svou o třináct let mladší sestřenicí Kateřinou Frederikou, dcerou württemberského krále Viléma I. Manželé spolu měli jednoho syna:
- Vilém II. Württemberský (25. 2. 1848 Stuttgart – 2. 10. 1921 Bebenhausen), poslední württemberský král v letech 1891–1918
  - I. ⚭ 1877 Marie Waldecko-Pyrmontská (23. 5. 1857 Arolsen – 30. 4. 1882 Ludwigsburg)
  - II. ⚭ 1886 Šarlota ze Schaumburg-Lippe (10. 10. 1864 Ratibořice – 16. 7. 1946 Bebenhausen)

## Úmrtí
Fridrich zemřel 9. května 1870 ve Stuttgartu ve věku 62 let na vřed, který byl s největší pravděpodobností pozdější následek zranění obličeje, které utrpěl při nehodě na lovu. Jeho sestřenice, nizozemská královna Žofie, o něm napsala lady Maletové poté, co se dozvěděla o jeho smrti. Podle Žofie Fridrich zemřel poté, co trpěl osm let „rakovinou na tváři“. Fridrich byl pohřben v rodinné kryptě ve Schlosskirche u zámku Ludwigsburg.

## Vývod z předků
|                        |                                              |  |                                             |                                                            |  |  |  |  |  |  |  | Karel Alexandr Württemberský |
|                        |                                              |  |                                             |                                                            |  |  |  |  |  |  |  |                              |
|                        | Fridrich II. Evžen Württemberský             |  |                                             |                                                            |  |  |  |  |  |  |  |                              |
|                        |                                              |  |                                             |                                                            |  |  |  |  |  |  |  |                              |
|                        |                                              |  |                                             | Marie Augusta Thurn-Taxis                                  |  |  |  |  |  |  |  |                              |
|                        |                                              |  |                                             |                                                            |  |  |  |  |  |  |  |                              |
|                        | Fridrich I. Württemberský                    |  |                                             |                                                            |  |  |  |  |  |  |  |                              |
|                        |                                              |  |                                             |                                                            |  |  |  |  |  |  |  |                              |
|                        |                                              |  |                                             | Fridrich Vilém Braniborsko-Schwedtský                      |  |  |  |  |  |  |  |                              |
|                        |                                              |  |                                             |                                                            |  |  |  |  |  |  |  |                              |
|                        | Bedřiška Braniborsko-Schwedtská              |  |                                             |                                                            |  |  |  |  |  |  |  |                              |
|                        |                                              |  |                                             |                                                            |  |  |  |  |  |  |  |                              |
|                        |                                              |  |                                             | Žofie Dorota Pruská                                        |  |  |  |  |  |  |  |                              |
|                        |                                              |  |                                             |                                                            |  |  |  |  |  |  |  |                              |
|                        | Pavel Württemberský                          |  |                                             |                                                            |  |  |  |  |  |  |  |                              |
|                        |                                              |  |                                             |                                                            |  |  |  |  |  |  |  |                              |
|                        |                                              |  |                                             | Karel I. Brunšvicko-Wolfenbüttelský                        |  |  |  |  |  |  |  |                              |
|                        |                                              |  |                                             |                                                            |  |  |  |  |  |  |  |                              |
|                        | Karel Vilém Ferdinand Brunšvický             |  |                                             |                                                            |  |  |  |  |  |  |  |                              |
|                        |                                              |  |                                             |                                                            |  |  |  |  |  |  |  |                              |
|                        |                                              |  |                                             | Filipína Šarlota Pruská                                    |  |  |  |  |  |  |  |                              |
|                        |                                              |  |                                             |                                                            |  |  |  |  |  |  |  |                              |
|                        | Augusta Brunšvicko-Wolfenbüttelská           |  |                                             |                                                            |  |  |  |  |  |  |  |                              |
|                        |                                              |  |                                             |                                                            |  |  |  |  |  |  |  |                              |
|                        |                                              |  |                                             | Frederik Ludvík Hannoverský                                |  |  |  |  |  |  |  |                              |
|                        |                                              |  |                                             |                                                            |  |  |  |  |  |  |  |                              |
|                        | Augusta Frederika Hannoverská                |  |                                             |                                                            |  |  |  |  |  |  |  |                              |
|                        |                                              |  |                                             |                                                            |  |  |  |  |  |  |  |                              |
|                        |                                              |  |                                             | Augusta Sasko-Gothajská                                    |  |  |  |  |  |  |  |                              |
|                        |                                              |  |                                             |                                                            |  |  |  |  |  |  |  |                              |
| Fridrich Württemberský |                                              |  |                                             |                                                            |  |  |  |  |  |  |  |                              |
|                        |                                              |  |                                             |                                                            |  |  |  |  |  |  |  |                              |
|                        |                                              |  | Arnošt Fridrich II. Sasko-Hildburghausenský |                                                            |  |  |  |  |  |  |  |                              |
|                        |                                              |  |                                             |                                                            |  |  |  |  |  |  |  |                              |
|                        | Arnošt Fridrich III. Sasko-Hildburghausenský |  |                                             |                                                            |  |  |  |  |  |  |  |                              |
|                        |                                              |  |                                             |                                                            |  |  |  |  |  |  |  |                              |
|                        |                                              |  |                                             | Karolína Erbašsko-Fürstenauská                             |  |  |  |  |  |  |  |                              |
|                        |                                              |  |                                             |                                                            |  |  |  |  |  |  |  |                              |
|                        | Fridrich Sasko-Altenburský                   |  |                                             |                                                            |  |  |  |  |  |  |  |                              |
|                        |                                              |  |                                             |                                                            |  |  |  |  |  |  |  |                              |
|                        |                                              |  |                                             | Arnošt August I. Sasko-Výmarsko-Eisenašský                 |  |  |  |  |  |  |  |                              |
|                        |                                              |  |                                             |                                                            |  |  |  |  |  |  |  |                              |
|                        | Ernestina Sasko-Výmarská                     |  |                                             |                                                            |  |  |  |  |  |  |  |                              |
|                        |                                              |  |                                             |                                                            |  |  |  |  |  |  |  |                              |
|                        |                                              |  |                                             | Žofie Šarlota Braniborsko-Bayreuthská                      |  |  |  |  |  |  |  |                              |
|                        |                                              |  |                                             |                                                            |  |  |  |  |  |  |  |                              |
|                        | Šarlota Sasko-Hildburghausenská              |  |                                             |                                                            |  |  |  |  |  |  |  |                              |
|                        |                                              |  |                                             |                                                            |  |  |  |  |  |  |  |                              |
|                        |                                              |  |                                             | Karel Ludvík Fridrich Meklenbursko-Střelický               |  |  |  |  |  |  |  |                              |
|                        |                                              |  |                                             |                                                            |  |  |  |  |  |  |  |                              |
|                        | Karel II. Meklenbursko-Střelický             |  |                                             |                                                            |  |  |  |  |  |  |  |                              |
|                        |                                              |  |                                             |                                                            |  |  |  |  |  |  |  |                              |
|                        |                                              |  |                                             | Alžběta Sasko-Hildburghausenská                            |  |  |  |  |  |  |  |                              |
|                        |                                              |  |                                             |                                                            |  |  |  |  |  |  |  |                              |
|                        | Šarlota Georgina Meklenbursko-Střelická      |  |                                             |                                                            |  |  |  |  |  |  |  |                              |
|                        |                                              |  |                                             |                                                            |  |  |  |  |  |  |  |                              |
|                        |                                              |  |                                             | Jiří Vilém Hesensko-Darmstadtský                           |  |  |  |  |  |  |  |                              |
|                        |                                              |  |                                             |                                                            |  |  |  |  |  |  |  |                              |
|                        | Frederika Hesensko-Darmstadtská              |  |                                             |                                                            |  |  |  |  |  |  |  |                              |
|                        |                                              |  |                                             |                                                            |  |  |  |  |  |  |  |                              |
|                        |                                              |  |                                             | Marie Luisa Albertina Leiningensko-Falkenbursko-Dagsburská |  |  |  |  |  |  |  |                              |
|                        |                                              |  |                                             |                                                            |  |  |  |  |  |  |  |                              |